# Бада (аэродром)
Бада́ — законсервированный военный аэродром 2-го класса, расположенный на северо-восточной окраине села Бада, Забайкальский край.

## Особенности
Аэродром горный, окружён сопками, и имеет превышение 792 метра над уровнем моря.

## История
Аэродром построен в период военных действий на реке Халхин-Гол. На аэродроме располагались авиационные мастерские (ПАРМ), которые собирали прибывающие по железной дороге самолёты, облётывали и передавали в действующие части.
С июля 1940 года на аэродроме базировался 51-й истребительный авиационный полк на самолётах И-15 и И-16. С 1943 по 1945 годы на аэродроме базировались 456-й ближнебомбардировочный авиационный полк и 457-й ближнебомбардировочный авиационный полк на самолётах СБ. Перед Советско-японской войной полки переучились на Пе-2. Все полки входили в состав 30-й бомбардировочной авиационной дивизии.
После войны на аэродроме базировался 56-й ближнебомбардировочный авиационный полк на самолётах Пе-2. Входил в состав 247-й бомбардировочной авиационной дивизии. В 50-х годах XX века полк вышел из состава расформированной 247-й бомбардировочной авиационной дивизии и перебазировался на аэродром Возжаевка.
Гарнизон (служебные и жилые помещения) строились после войны пленными японцами. На аэродроме в то время также была база хранения списанной авиационной техники, как отечественной, так и поступавшей по ленд-лизу и трофейной. По меркам Забайкалья, это был достаточно приличный посёлок, однако в котором всё отопление было печное, вся вода привозная (из двух скважин), а электричество подавалось по часам с местной дизельной электростанции.
В Баде в то время имелось два полевых аэродрома — «Северный» и «Южный». Один был учебным аэродромом, на котором находилась Бадинское штурманское училище, а на втором аэродроме были авиаремонтные мастерские.
В 1954 году в Баду (на «Северный» аэродром) была переведена Лугинская школа младших авиационных специалистов в/ч 74984. Хотя лётных частей на тот момент в Баде не было, учебный аэродром считался запасным и поддерживался в пригодном для полётов состоянии и периодически принимал самолёты. «Южный» аэродром к тому времени по предназначению уже не использовался, позже в Южном городке дислоцировалась 18-я отдельная рота СпН в/ч 55433 (до 1977 года). Десантники использовали учебный аэродром ШМАСа для прыжков с парашютом с самолётов Ан-2.
В 1956-57 гг весь посёлок был переведён на централизованное водоснабжение и отопление. В семидесятых годах в гарнизоне разместили ещё одну учебную часть по подготовке водителей машин. На 1980 год в Баде были две учебные части, вертолётный отряд, инженерно-аэродромный батальон.
В 1983 году на аэродром перебазирован 21-й авиационный Витебский Краснознаменный ордена Кутузова полк истребителей-бомбардировщиков (в/ч 35531) из состава 21-й авиационной дивизии, и проработал там до своего расформирования в 2002 году. Взамен расформированного полка бомбардировщиков на аэродром перегнали 313-й разведывательный полк на Су-24МР, который дислоцировался до 2009 года. Осенью 2009 остатки полка перелетели в Джиду и вошли в состав 2-го гв. БАП в виде разведывательной эскадрильи.
После этого аэродром был законсервирован.

## Авиационные происшествия
- 5 августа 1994 года.произошла катастрофа самолёта Ан-12БК. При выполнении транспортного рейса Джида-Бада-Чита, при заходе на посадку на аэродром Бада самолёт Ан-12БК из состава 36-го отдельного смешанного авиационного полка, в условиях плохой видимости уклонился от курса и столкнулся с сопкой. Все находившиеся на борту — экипаж 6 человек и 41 пассажир погибли.

- 7 августа 2003 года катастрофа Су-24МР. При заходе на посадку в условиях плохой видимости потерпел катастрофу Су-24МР 313-го разведывательного авиационного полка, экипаж погиб. Виновными в катастрофе признали руководителя полётов и руководителя зоны посадки, которые по решению военного суда получили условные сроки.